# Lamb
Lamb es un grupo de música electrónica originario de Mánchester, Reino Unido, conocidos por su mezcla de Trip hop/Chill out con beats de Drum'n'bass. El dúo está formado por el productor Andy Barlow (quien también produce bajo el pseudónimo de Hipoptimist) y la cantante Lou Rhodes. Han sido aclamados por la crítica en Europa, América y Australia, gracias a los sencillos 'Gorecki' y 'Gabriel'.

## Biografía
Lamb se formó por Andy y Louise, aunque posteriormente se unieron Jon Thorne (bajo), Oddur Mar Runnarson (guitarra), y Nikolaj Bjerre (batería). También invitaron frecuentemente al trío de Londres, Chi 2 Strings y al trompetista Kevin Davy.
Lanzaron su primer álbum homónimo en septiembre de 1996, a éste le siguieron otros 3 álbumes y un recopilatorio de sus mejores sencillos lanzado en 2004, con el título Best Kept Secrets. Lamb realizó su última aparición en vivo en el Paradiso, en Ámsterdam en septiembre de 2004. Este evento fue filmado para un proyecto en DVD en vivo, que se esperaba que fuera lanzado en 2005, pero hasta ahora no ha aparecido. Si bien los miembros no han descartado que Lamb regrese en el futuro, ambos han estado trabajando en una variedad de proyectos en solitario. Louise lanzó su primer álbum como solista en 2006, titulado Beloved One, bajo su propia etiqueta Infinite Bloom. Mientras que Andy ha estado trabajando en un proyecto llamado Hoof (junto con Oddur Runasson (quien también apareció en el álbum de Louise), etc.), quienes han aparecido en directo varias veces, sin embargo, hasta no han publicado un álbum. Andy también ha estado trabajando en otro proyecto llamado Luna Seeds, junto con el vocalista Carrie Tree, y recientemente produjo el álbum Distance and Time de Fink.
En febrero de 2009, los organizadores del festival musical The Big Chill, anunciaron que los miembros de Lamb se reunirán para actuar en agosto de 2009, sin embargo, no han anunciado si volverán a trabajar en un nuevo álbum.
A pesar de ser de Mánchester, el grupo es comúnmente asociado al sonido de Bristol, llamado trip hop, que fue muy popular durante los años 90. Su estilo musical es una distintiva mezcla de jazz, dub, breakbeat, drum’n’bass, con un fuerte elemento vocal, y en sus obras posteriores, especialmente, algunas influencias acústicas. Aunque en Reino Unido tuvieron éxito masivo, en otras partes del mundo tuvieron un éxito limitado, excepto en Portugal, que fueron muy conocidos gracias a su sencillo “Gabriel”. 
Hasta ahora, sus canciones más conocidas son : Górecki, de su álbum debut. La canción está inspirada por la tercera sinfonía de Henryk Górecki, y Angelica, de su álbum Between Darkness and Wonder, y en la cual se usa un sampler de la famosa obra "Claire de Lune" tomada de la Suite Bergamasque del compositor francés Claude Debussy.  Parte de la letra de Gorecki fue utilizada por Baz Luhrmann, para algunas líneas de Satíne, en la película musical Moulin Rouge (2001). Además se rumorea que Nicole Kidman ha hecho un cover de la canción. También ha sido utilizada para un anuncio de Guinness, como también para un anuncio del videojuego Tomb Raider: Underworld.

## Discografía

### Álbumes de estudio
- 1996 Lamb (Fontana Records)
- 1999 Fear of Fours (Polygram Records)
- 2001 What Sound (Koch Records)
- 2003 Between Darkness and Wonder (Koch Records)
- 2011 Lamb 5
- 2014 Backspace Unwind
- 2020 The Secret Of Letting Go

### Remixes y recopilatorios
- 2004 Back To Mine - Lamb - The Voodoo Collection (DMC Records)
- 2004 Best Kept Secrets: The Best of Lamb 1996-2004 (Universal Records)
- 2005 Lamb Remixed (Mercury/Universal Records)

### Sencillos
- 1996 "Cotton Wool"
- 1996 "Gold"
- 1996 "God Bless"
- 1997 "Górecki"
- 1999 "B Line"
- 1999 "All in Your Hands"
- 1999 "Softly"
- 2001 "Gabriel" (edición limitada)
- 2003 "Sweet"
- 2003 "Gabriel" (remix; promo)
- 2004 "Wonder"
- 2014 "In binary"

### DVD
- 2004 The Fall & Rise of the Fools Ark